# DeLorean Motor Company
La DeLorean Motor Company è stata una casa automobilistica, fondata da John DeLorean nel 1975 e attiva fino al 1985, con sede a Detroit (Michigan). Nota soprattutto negli Stati Uniti, è conosciuta anche in Europa.

## Storia

### Dal 1975 al 1985
Ha prodotto un unico modello di auto sportiva, la DeLorean DMC-12, di cui sono ancora in circolazione circa 8.000 esemplari.
Nonostante l'auto fosse divenuta molto celebre per il suo impiego come macchina del tempo nella trilogia cinematografica di Ritorno al futuro di Robert Zemeckis, questo non incise sul numero di vendite della vettura dato che la casa era stata chiusa alcuni mesi prima dell’uscita del film.

### Il ritorno
Nel luglio 2007 i proprietari di una società texana, omonima a quella originaria (DeLorean Motor Company) sebbene non direttamente collegata, dopo aver comprato i diritti hanno annunciato l'intenzione di rimettere in produzione la De Lorean DMC-12 con una previsione di 20 automobili l'anno.
Alcuni anni dopo è stato nuovamente dichiarato che nel 2017 sarebbe stata riaperta la produzione delle DMC-12 con una serie limitata a 300 pezzi con qualche accorgimento tecnico e una rivisitazione dell'elettronica per stare al passo con i tempi, la potenza del motore sarà all'incirca tra i 300 e i 400 cavalli rispettando le nuove norme antinquinamento. L'attuale azienda in Texas ha infatti acquistato tutte le rimanenze di magazzino dell’impresa originaria, che potrebbe portare alla creazione di almeno 300 esemplari di questa macchina e il costo potrebbe aggirarsi attorno ai 100.000$.
Nel 2017 la DeLorean Motor Company ha affidato alla ditta londinese di restyling Prindiville Prestige Ltd l'incarico di ridisegnare la carrozzeria e gli interni della nuova DeLorean. Il prototipo realizzato utilizza gran parte della scocca e della struttura portante della DMC-12 con delle importanti modifiche apportate sul muso anteriore e su tutto il retrotreno, e con un rinnovato meccanismo motorizzato di apertura delle portiere ad ali di gabbiano. Cruscotto ed interni sono stati invece interamente rimodernati prendendo ispirazione da alcune soluzioni adottate nella Tesla Model S. Per la tappezzeria ed i rivestimenti sono stati scelti dei colori chiari così da riflettere le luci dei LED poste nell'abitacolo in grado di variare su richiesta la colorazione dell'ambiente. Contrariamente al modello originale, per la carrozzeria è stata prevista la possibilità di verniciarla. La progettazione e la realizzazione del prototipo sono state documentate in un episodio della serie televisiva inglese "Supercar Megabuild" della National Geographic.

### La DeLorean Alpha5
Sulla falsariga della celebre DMC-12, il 21 agosto 2022 l'azienda ha presentato all'evento Concours d'Elegance di Pebble Beach il nuovo modello DeLorean Alpha5 . La nuova DeLorean è al 100% elettrica e sfrutta una gigantesca batteria da 100 kWh in grado di darle un'autonomia di quasi 500 km. Quanto alle prestazioni, si parla di uno 0–100 km/h completato in 3,4 secondi e di una velocità massima di 241 km/h .